# Václav Jan Tomášek
Václav Jan Křtitel Tomášek (Skuteč (regió de Pardubice), 17 d'abril, 1774 - Praga, 3 d'abril, 1850) va ser un compositor i pedagog de música txec a l'època del renaixement nacional.

## Biografia
El pare de Václav, Jakub Tomášek, era un draper i teixidor empobrit i un músic aficionat del poble. I la seva mare Kateřina Habalová venia de Skutč, també d'una família de teixidors. Els germans de Václav van ser els responsables de la seva educació bàsica. Václav Jan va néixer a Skuteč, a Bohèmia oriental, llavors una ciutat de districte, en una històrica casa de troncs que encara es troba al carrer Tomášková actual (és el segon carrer a la dreta des de la plaça real principal pel carrer Heyduková en direcció a Lažan) i forma part del Museu de la Ciutat de Skuteč. El seu germà gran Antonín František Tomášek es va convertir en degà i rector de la parròquia a Skutč el 1811, i Jakub Tomášek era funcionari públic a Praga i la Baixa Àustria. Václav va rebre per primera vegada la seva educació musical del mestre de cor i organista Pavel Josef Wolf a Chrudim. De nen tenia un veu d'alt preciósa i, per tant, també cantava al monestir minorita de Jihlava.
El seu talent el va notar el comte Wallis, que li va permetre estudiar al gimnàs de Jihlava i més tard a Praga. Va assistir al liceu de Malostran i més tard al de la Ciutat Vella. Al cap de quatre anys, va ingressar a les classes altes del gimnàs adscrit a la universitat, on va estudiar lògica, física i metafísica (filosofia). Tres anys més tard, es va matricular a la facultat de dret. Es va graduar el 1789 i va començar a preparar el doctorat. A més, va assistir a conferències sobre anatomia i cirurgia. Per la seva pròpia obra, es va convertir en un excel·lent pianista sol·licitat especialment als salons de la noblesa i la gent del poble txeques. Entre altres coses, va ser deixeble de Jan Ladislav Dussek. Era ben educat i, pel que sembla, també socialment, així que va aconseguir conèixer moltes personalitats importants de l'època. Va estar en contacte amb Haydn i Beethoven, així com amb J.W. Goethe. Les principals figures del renaixement nacional (Václav Hanka, František Palacký, Josef Krasoslav Chmelenský, František Ladislav Čelakovský) es van convertir en amics seus. La seva casa es va convertir en un saló cotitzat pel millor de la ciència i la cultura de Praga
Va entrar al servei del comte Jiří František Buquoy, que li va donar total llibertat creativa i va romandre al seu servei fins a l'any 1824. El contracte li proporcionava les provisions completes, un sou anual de 400 florins, més una quota per composicions per encàrrec. Va ensenyar música als fills del comte, va organitzar una orquestra i va preparar l'actuació de grans composicions (però això només va passar una vegada, durant el primer hivern va ser contractat per Buqoy). A l'hivern, el compositor es va allotjar al palau comtal a la plaça Velkopřevo (avui ambaixada francesa), a l'estiu a Nové Hrady i al "Červený hradek". El comte també va finançar el seu tractament al balneari quan va contraure gota i li va proporcionar una renda vitalícia després de la seva jubilació.
Es va casar amb Vilemína Ebertová, germana del poeta alemany Karl Egon Ebert, el 1824. Va conèixer la seva futura esposa durant una de les seves estades mèdiques a Mariánské Lázně. Vilemína era una bona pianista i cantant i interpretava les cançons del compositor als concerts. Tomášek va fundar un institut de música centrat en el piano i la composició, que va competir bé amb el Conservatori de Praga i l'Escola d'Orgue. Els seus alumnes inclouen entre d'altres, Jan Václav Hugo Voříšek, Julius Schulhoff, Ludvík Ritter de Ritterdorf, Eduard Hanslick, August Wilhelm Ambros i el futur director del Conservatori de Praga, Johann Friedrich Kittl.
Es va convertir en una mena de llegenda viva de la música txeca (es va guanyar el sobrenom de "Papa de la Música de Praga"). Va ser membre honorari de moltes societats musicals estrangeres. Segons la seva pròpia biografia, publicada el 1845, era membre de la Societat Musical Holandesa per a la Millora de l'Art de la Música, membre honorari corresponent de la Societat de St. Anny a Viena, membre honorari del "National-Verein für Musik und ihre Wissenschaft" alemany, membre honorari d'altres societats musicals de Viena, Innsbruck, Pest i Buda i membre honorari de la Societat de Lviv. Artistes importants no van deixar de visitar-la quan van visitar Praga (Richard Wagner, Niccolò Paganini, Klára Schumann, Hector Berlioz).
Recentment, també s'han descobert altres composicions d'orgues desconegudes de Tomáš. Malgrat tots els seus èxits i la seva independència econòmica, la seva vellesa no va ser feliç. Va agafar molt dur la mort de la seva dona, no va tolerar els atacs a la premsa i ell mateix es va emmalaltir greument. A més, era totalment incapaç d'entendre el moviment revolucionari de 1848 i les noves idees que en aquells moments movien Europa. En els últims anys de la seva vida, pràcticament es va tancar del món.
Va morir el 3 d'abril de 1850 a Praga. Està enterrat a l'històric cementiri de Malostranské a Praga 5 - Košířy. Al monument amb la gran lira de David, ha tallat el seu lema vital: "Només la veritat és la diadema de l'art".

## Treballs
Es basava en la música clàssica del tipus Mozart, admirava Christoph Willibald Gluck, Joseph Haydn i el llavors jove Beethoven. Tanmateix, la seva música no nega el seu origen txec i es va convertir així en el predecessor de Bedřich Smetana com a fundador del romanticisme txec.
La seva major importància es troba en el piano i la composició de cançons. A més de les formes clàssiques, les sonates i les variacions sobre temes propis i dels seus contemporanis, va aconseguir el seu major èxit amb composicions més petites. Va publicar set llibres d'èglogues, tres llibres de rapsòdies i tres ditirambes. Aquestes composicions poètiques per a piano eren molt populars i encara avui s'utilitzen com a literatura d'instrucció. En la seva composició de cançons, va demostrar un ampli coneixement de la literatura mundial. Va escriure una sèrie de cançons basades en textos de J. W. Goethe, Friedrich Schiller i Alexander Sergeyevich Pushkin. Va prestar valuosos serveis al moviment revivalista amb les seves cançons basades en els textos del manuscrit de la cort reial i poemes dels poetes revivalistes Václav Hanka, J.K. Chmelenský i altres revivalistes menys coneguts. També va compondre dues òperes: Seraphine oder Großmuth und Liebe (1811) i Alvaro i la cantata patriòtica Vlasta. Algunes composicions eclesiàstiques (2 misses, 2 Rèquiems, Te Deum) són típiques d'aquella època.
L'any 1950 es va publicar una llista cronològica de composicions compilada per L. Boháček a l'antologia Bertramka. A més de l'obra musical, val la pena prestar atenció a la seva pròpia biografia, que es va publicar els anys 1845-1849 a la revista musical alemanya Libussa. Encara que en aquesta obra és una mica acrític amb si mateix i, per contra, desproporcionadament estricte amb els seus contemporanis, aquesta obra és un testimoni molt interessant sobre els fets i personalitats de l'època.
Les seves composicions per a piano van ser gravades per Pavel Štěpán.